# Comuna Sadova, Suceava
Sadova (în germană Sadowa) este o comună în județul Suceava, Bucovina, România, formată numai din satul de reședință cu același nume.
Așezat în partea de vest a județului Suceava, spațiul geografic al comunei Sadova se suprapune peste bazinul hidrografic al râului Sadova, afluent al râului Moldova, fiind situat în marea subunitate flzico-geografică a Obcinelor Bucovinei, subunitate bine individualizată în nord-estul Carpaților Orientali. Intersecția paralelei de 47 grade și 30 minute latitudine nordică cu meridianul de 25 grade și 39 minute longitudine estică, definește poziția matematică a comunei Sadova, fapt ce-i conferă un climat nordic temperat cu puternice influențe baltice si est continentale. Teritoriul comunei Sadova se întinde de-a lungul pîrîului cu acelasi nume al cărui curs este orientat pe direcția nord-vest-sud-est pe o lungime de 11 km, încadrat la nord-est de Obcina Feredeului, pe o
porțiune cuprinsă între vîrful Pietriș și vîrful Curmătura Boului, unde face hotar cu comuna Vatra Moldoviței. În partea de sud și vest limita se suprapune râului Moldova, trece peste Muncel, urmând creasta complexului muntos Lucina - Muncel până la vîrful Măcieș, pe o lungime de 10 km., învecinându-se cu comunele Pojorîta și Fundu Moldovei, iar la nord limita este situată pe culmile joase Ardeloaia și Runculeț, care separă sectorul sudic de sectorul central al culoarului depresionar și face hotar cu comuna Breaza. Gura văii Sadova se lărgește spre sud-est până la Pîrîul Morii, care o desparte de municipiul Câmpulung Moldovenesc, între aceste limite, comuna Sadova ocupă o suprafață de 67,86 kmp. Ținând cont de cadrul natural se pot surprinde trăsăturile caracteristice ale acestuia și modul în care oamenii au știut să-l folosească și să-l transforme potrivit nevoilor și posibilităților lor.
Comuna Sadova este situată la circa 80 km de municipiul Suceava, reședința de județ și la distanță de 2 km nord - vest de municipiul Câmpulung Moldovenesc.
Teritoriul comunei cuprinde zona montană formată din ultimele ramificații sud - vestice ale Obcinei Feredeului, munții: Muncel, Măgurele, Măcieș, Floarea, dealul Ardeloaia și din valea pârâului Sadova cu principalii afluenți ai acestuia pâraiele: Iezer, Zbrancani, Roatelor, Mazăre și Pârâul Morii. Altitudinea teritoriului este cuprinsă între 700 m la confluența pârâului Sadova cu râul Moldova și 1364 în Vârful Pietriș. Din punct de vedere administrativ comuna Sadova se învecinează spre nord cu comuna Breaza, spre nord - est cu comunele Moldovița și Vatra Moldoviței, la sud cu comuna Pojorîta, la sud - vest cu comuna Fundu Moldovei, iar înspre est-sud-est se mărginește cu municipiul Câmpulung Moldovenesc.
Teritoriul comunei are o suprafață totală de 6786 ha, a carui repartiție în fondul funciar al comunei Sadova este următoarea: vegetația forestieră ocupă suprafața de 3974 ha (58,56% din teritoriu), iar terenul agricol, predominant fânețe și pășuni totalizează 2.575 ha (38,00 %), restul teritoriului fiind terenuri cu alte folosințe.

## Fotogalerie

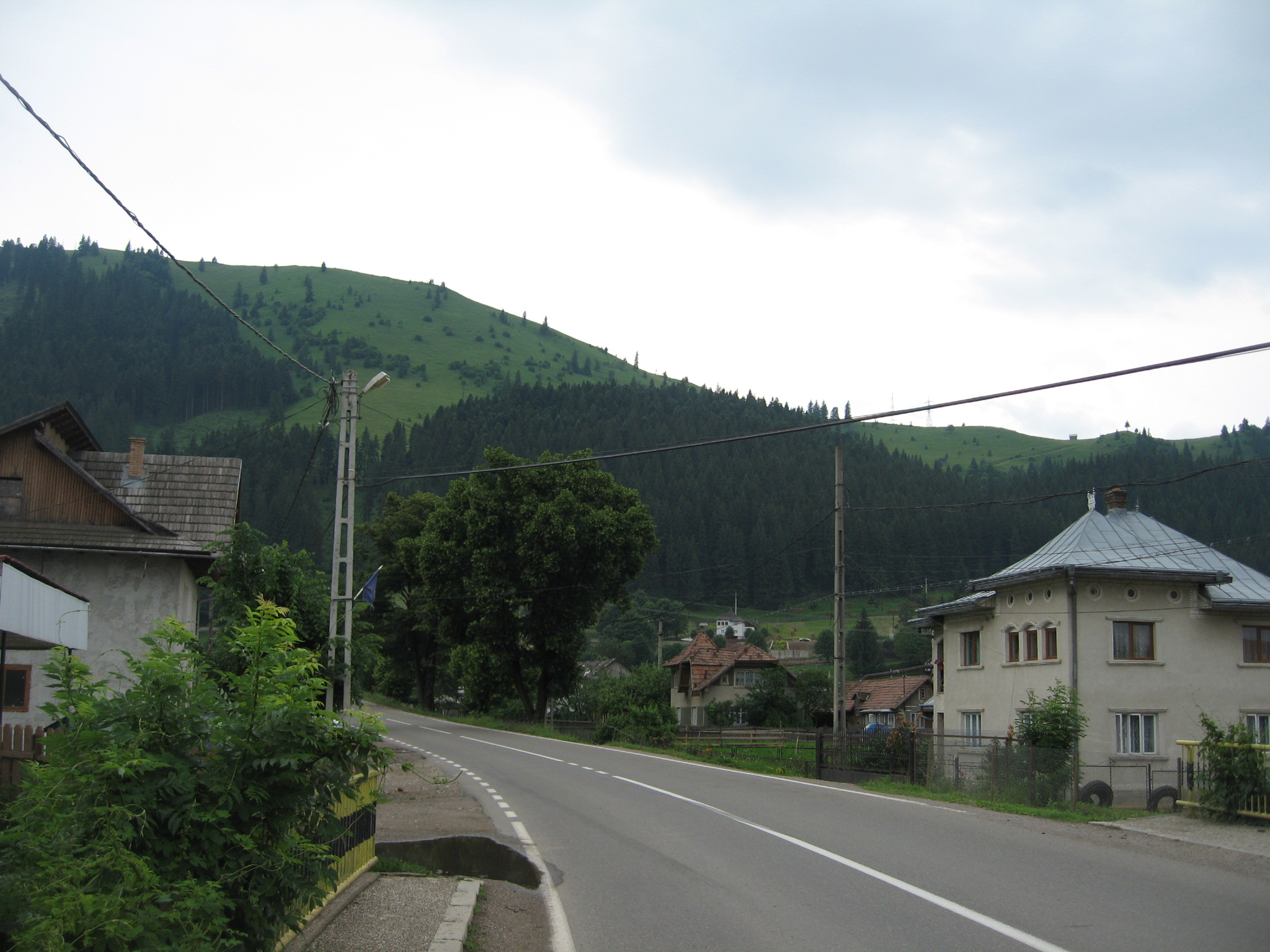
Peisaj din Sadova
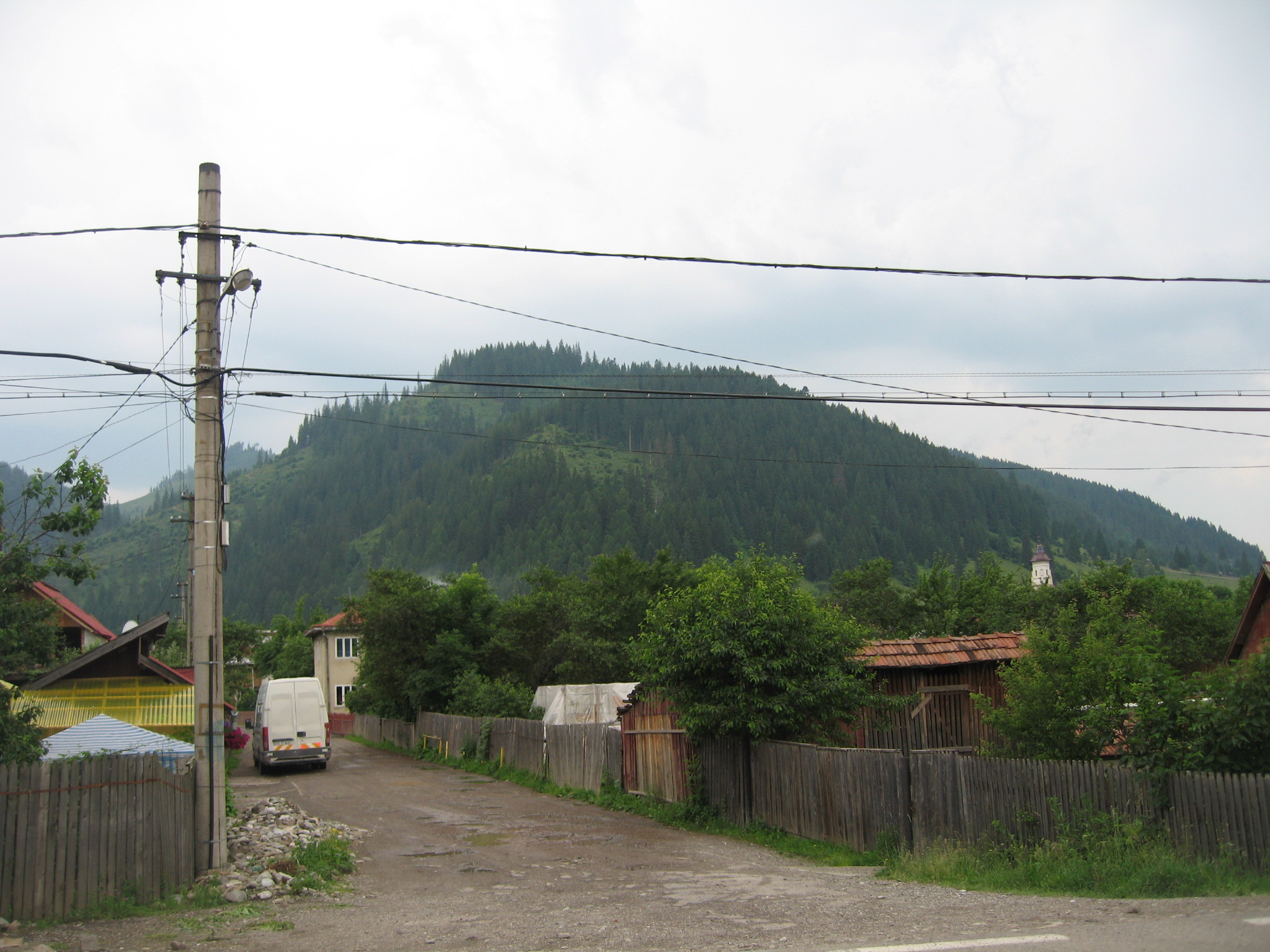
Peisaj din Sadova
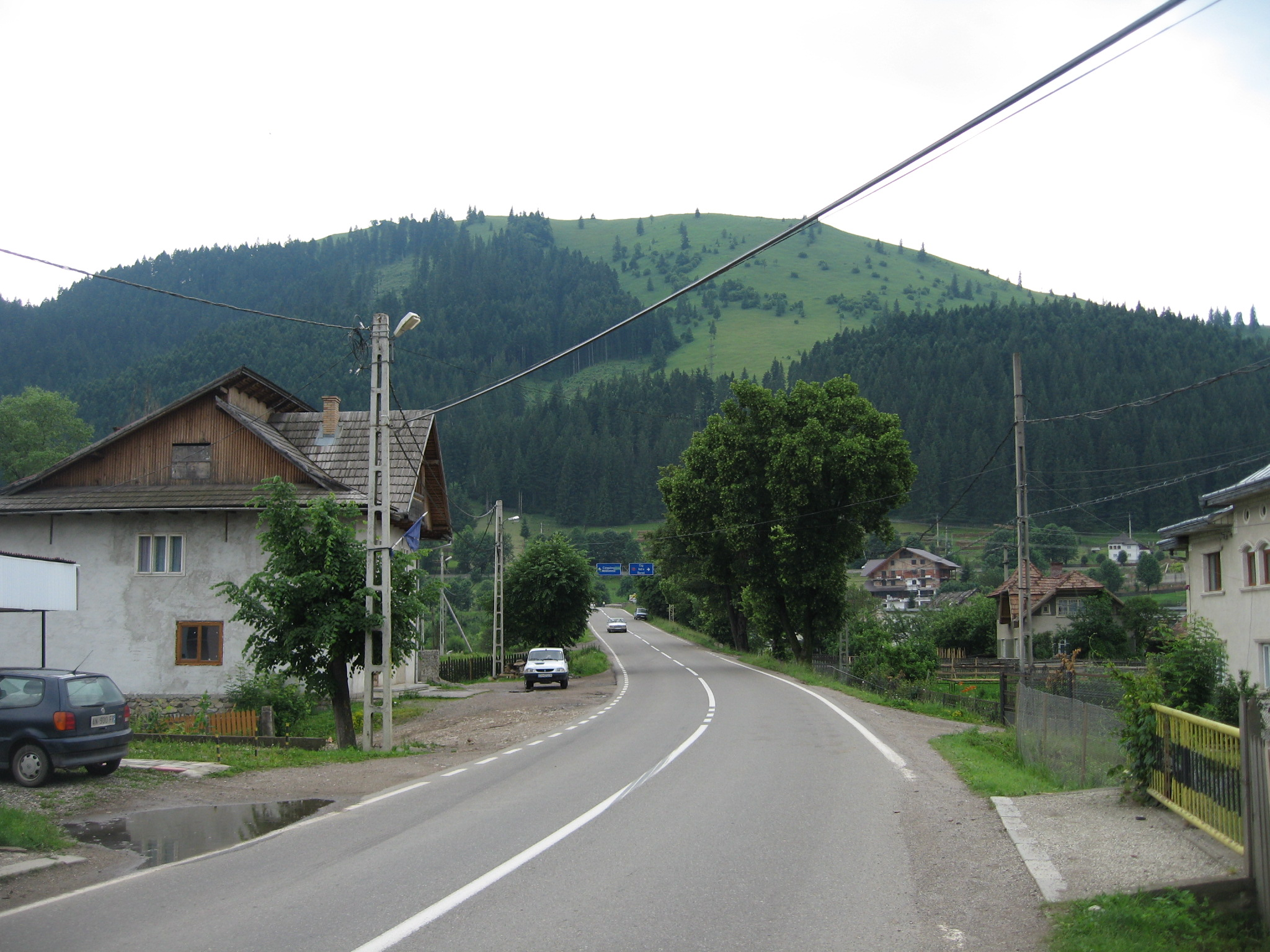
Peisaj din Sadova

## Demografie
Componența etnică a comunei Sadova
     Români (93,76%)
     Alte etnii (1,13%)
     Necunoscută (5,11%)
Componența confesională a comunei Sadova
     Ortodocși (92,26%)
     Alte religii (2,22%)
     Necunoscută (5,53%)
Conform recensământului efectuat în 2021, populația comunei Sadova se ridică la 2.389 de locuitori, în creștere față de recensământul anterior din 2011, când fuseseră înregistrați 2.285 de locuitori. Majoritatea locuitorilor sunt români (93,76%), iar pentru 5,11% nu se cunoaște apartenența etnică. Din punct de vedere confesional, majoritatea locuitorilor sunt ortodocși (92,26%), iar pentru 5,53% nu se cunoaște apartenența confesională.

## Politică și administrație
Comuna Sadova este administrată de un primar și un consiliu local compus din 11 consilieri. Primarul, Otcu Mihai Constantinescu[*], de la Partidul Național Liberal, este în funcție din 2012. Începând cu alegerile locale din 2024, consiliul local are următoarea componență pe partide politice:
|  | Partid                          | Consilieri | Componența Consiliului | Componența Consiliului | Componența Consiliului | Componența Consiliului | Componența Consiliului | Componența Consiliului | Componența Consiliului |
|  | ------------------------------- | ---------- | ---------------------- | ---------------------- | ---------------------- | ---------------------- | ---------------------- | ---------------------- | ---------------------- |
|  | Partidul Național Liberal       | 7          |                        |                        |                        |                        |                        |                        |                        |
|  | Partidul Social Democrat        | 2          |                        |                        |                        |                        |                        |                        |                        |
|  | Alianța pentru Unirea Românilor | 1          |                        |                        |                        |                        |                        |                        |                        |
|  | Alianța Dreapta Unită           | 1          |                        |                        |                        |                        |                        |                        |                        |

## Recensământul din 1930
Componența etnică a comunei Sadova
     Români (97,54%)
     Germani (1,15%)
     Altă etnie (1,31%)
Componența confesională a comunei Sadova
     Ortodocși (97,49%)
     Romano-catolici (1,69%)
     Altă religie (1,55%)
Conform recensământului efectuat în 1930, populația comunei Sadova se ridica la 1.831 locuitori. Majoritatea locuitorilor erau români (97,54%), cu o minoritate de germani (1,15%). Alte persoane s-au declarat: ruteni (3 persoane), ruși (3 persoane) și evrei (8 persoane). Din punct de vedere confesional, majoritatea locuitorilor erau ortodocși (97,49%), dar existau și romano-catolici (1,69%). Alte persoane au declarat: greco-catolici (4 persoane), baptiști (3 persoane) și mozaici (8 persoane).